# リッター島
座標: 南緯5度31分 東経148度07分 / 南緯5.517度 東経148.117度

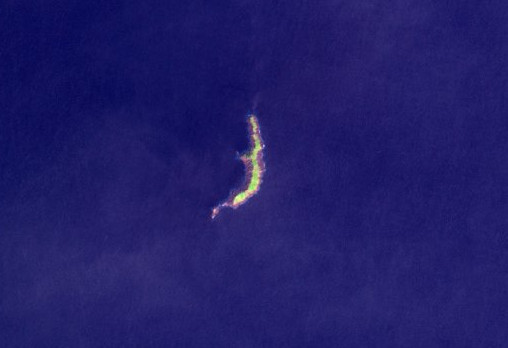
リッター島

リッター島（リッターとう、英語: Ritter Island）は、パプアニューギニアのモロベ州にある三日月形の火山島。ビスマルク諸島のウンボイ島とニューブリテン島に挟まれたダンピア海峡の海域にある。島の名はドイツの地理学者カール・リッターに由来する。
1888年にVEI（火山爆発指数）2の噴火を起こし、岩屑なだれ・火山性津波により3,000人の死者を出した。
これは、パプアニューギニアで西暦1400年以降に発生した火山災害としては、最も死者数が多いものとなった。ちなみに、2番目に死者が多かったのは、火砕流などにより2942人が死亡した1951年のラミントン山の噴火である。